# QSO B1359+154
QSO B1359+154是一个类星体，红移值为3.235。一系列红移约为1的星系成为了前景引力透镜，结果是形成了这个类星体的六重镜像。